# PEEPO CHOO
『PEEPO CHOO ピポチュー』（ピポチュー）は、フェリーペ・スミス（Felipe Smith）による日本の漫画作品。『モーニング・ツー』（講談社）11号（2008年）より30号（2010年）まで連載。単行本全3巻。

## あらすじ
シカゴに住むオタク少年・ミルトンは、コミックブックストアのくじ引きに当たり、店主のギル、店員のジョディと共に、憧れの国・日本へ旅立つ。ミルトンは「みんながコスプレをしていて、一人残らずアニメを見てマンガを読んでいる」日本に、ジョディは「外人好きのヤリマン女だらけ」の日本に期待を膨らませるが、店長・ギルの真の目的は、本業である殺し屋として受けた依頼により、新宿のヤクザ・森本を殺害することだった。

## 主な登場人物
ミルトン
シカゴのサウスサイドに住むアフリカ系の少年。日本製アニメの『ピポチュー』をこよなく愛するオタク。家にも学校にも自分の居場所がないと感じ、「オタクの国・日本」に憧れている。
ジョディ
コミックブックストア「ENYO'S GAME」の店員。口ばかり大きいが意気地なしの童貞。
ギル
刑務所帰りのコミックブックストア店主。正体は凄腕の殺し屋・FATE。
森本"ロックスター"タケシ
新宿のヤクザ。アメリカのバイオレンス映画かぶれの殺人鬼。
鷹村
森本の兄貴分。
美和子
森本の恋人。六本木のバーで働いている。
河守レイコ
17歳。巨乳グラビアアイドル。
田中ミキ
レイコの同級生。チビでブスのいじめられっ子。隠れゴス。
梅リンゴ
人気児童漫画家。青年誌に進出し作家生命を賭けて『ピポチュー』を連載するも、失敗。以後消えた漫画家となる。

## 刊行物等
- モーニングKC（講談社） 第1巻　ISBN 978-4-06-372794-4
- モーニングKC（講談社） 第2巻　ISBN 978-4-06-372828-6
- モーニングKC（講談社） 第3巻　ISBN 978-4-06-372902-3

## 関連作品
- MBQ